# Филипп, Ги
Ги Филипп (фр. Guy Philippe; 29 февраля 1968, Пестель (Гаити)) — гаитянский полицейский и политик. Лидер восстания, свергнувшего президента Аристида в 2004 году. Генеральный секретарь правой партии Фронт национальной реконструкции. Кандидат в президенты Гаити на выборах 2006 года.

## Полицейское обучение
Окончил католическую школу в Дельмасе — промышленно-торговом пригороде Порт-о-Пренса. По словам Ги Филиппа, изучал юриспруденцию в Эквадоре и медицину в Мексике.
После свержения левого президента Аристида военной хунтой генерала Седраса в 1991 году проходил обучение в эквадорской полицейской школе. Был привлечён американскими инструкторами для восстановления Аристида у власти.

## Начальник полиции. Конфликт с президентом
В 1994 году Жан-Бертран Аристид при американской поддержке вернулся на президентский пост. Опасаясь нового военного переворота, он распустил армию, но сохранил полицию. Ги Филипп был назначен начальником полиции Дельмаса, затем — Кап-Аитьена.
Отличался жёсткостью на руководящих полицейских постах. Принимал участие в арестах противников Аристида. По данным международной правозащитной миссии ООН и ОАГ, по приказу Филиппа совершались убийства подозреваемых в причастности к криминальным структурам.
В начале 2000-х годов Ги Филипп резко разошёлся с Аристидом. По его словам, толчком послужили фальсификации выборов со стороны властей.

Я не знаю, почему международное сообщество говорит об «избранном президенте»? Они знают, что он не был избран. Почему такое лицемерие? Почему не сказать правду?

Демократия — это не пятилетний срок. Демократия — это набор принципов, это право на жизнь, на еду, на образование, на здоровье. Аристид работает против всех этих принципов.

Ги Филипп

Летом 2001 Филипп был снят с полицейской должности, в конце года обвинён в подготовке государственного переворота и бежал в Доминиканскую Республику.

## Лидер восстания
В феврале 2004 года криминальная Армия Каннибалов — ранее поддерживавшая Аристида — подняла антиправительственный мятеж. К нему присоединились ультраправые боевики Frappe во главе с бывшим тонтон-макутом Луи-Жоделем Шамбленом. Ги Филипп нелегально вернулся в Гаити и стал во главе восстания.
2 марта 2004 повстанцы Ги Филиппа установили контроль над Порт-о-Пренсом. Выступая по радио, Филипп объявил: «Страна в моих руках». Президент Аристид, спасённый от расправы международными посредниками, вынужден был вторично бежать из Гаити.

## Криминальные обвинения
Ги Филипп разыскивается в США по обвинениям в причастности к наркобизнесу. 16 июля 2007 сотрудники Управления по борьбе с наркотиками предприняли попытку его задержания. В операции было задействовано несколько самолётов и вертолётов, однако Филипп сумел уйти от преследования.
Сторонники Филиппа считают эти обвинения политически мотивированными.

## Правый политик

### Позиция и претензии
В 2005 году Ги Филипп возглавил правую партию Фронт национальной реконструкции (FRN), в руководство которой вошёл также Луи-Жодель Шамблен. FRN позиционируется как партия консервативная, националистическая и антикоммунистическая. Своими кумирами Ги Филипп называет Аугусто Пиночета и Рональда Рейгана. Требует вывода из Гаити миротворческих сил ООН, критикует власти Доминиканской Республики за «геноцид 1937 года» — массовые убийства гаитян, совершённые по приказу диктатора Рафаэля Трухильо.
На выборах 7 февраля 2006 Филипп получил 37,3 тысячи голосов, что составило около 1,9 %. Партия получила 1 мандат в палате депутатов и не прошла в сенат. Стало очевидным, что вооружённая сила FRN не подкреплена массовой популярностью. В 2009 Филипп не был допущен к выборам как находящийся под уголовным преследованием.
В то же время Ги Филипп располагал сильным позициями и высокой популярностью в своём родном городе Пестель и в департаменте Гранд-Анс. Он организовал здесь собственные вооружённые силы, экономическую базу, систему социальной поддержки.

### Избрание, мятеж, арест
В 2015 FRN не выдвигал кандидатов. Ги Филипп баллотировался в сенат как представитель Национального консорциума политических партий Гаити. Ему удалось избраться от департамента Гранд-Анс, однако Филип и его сторонники не признали итоги октябрьского 2015 и февральского 2016 голосований по выборам президента. Весной 2016 года боевики Филиппа подняли вооружённый мятеж против временного президента-левоцентриста Жоселерма Привера.
5 января 2017 года Ги Филипп был арестован в Порт-о-Пренсе по обвинению в незаконном обороте наркотиков, отмывании денег и политических убийствах. Произвести арест удалось после радиоинтервью Филиппа. Арестованный Филипп доставлен в США, судебный процесс начался в Майами. При этом возникла юридическая коллизия, поскольку Ги Филипп как избранный сенатор обладает статусом неприкосновенности. 21 июня 2017 года приговорён к 9 годам заключения за получение взяток от наркобизнеса.
В марте 2024 года оппозиция Гаити предложила пост премьер-министра бывшему оппозиционеру 